# یابا دابا دو!
«یابا دابا دو!» (انگلیسی: Yabba Dabba Doo!) یک بازی ویدئویی در سبک بازی اکشن-ماجراجویی است که توسط Quicksilva و در سال ۱۹۸۶ و در پلت‌فرم‌های کمودور ۶۴، اسپکتروم، و آمستراد سی‌پی‌سی منتشر شده‌است.